# The Three Musketeers
The Three Musketeers är en tysk-fransk-brittisk äventyrsfilm från 2011, regisserad av Paul W.S. Anderson och baserad på Alexandre Dumas bok De tre musketörerna. Filmen hade premiär på bio i Tyskland den 1 september 2011 och i Sverige den 30 september samma år.

## Handling
Efter ett misslyckat uppdrag lever de en gång i tiden berömda musketörerna Athos (Matthew Macfadyen), Porthos (Ray Stevenson) och Aramis (Luke Evans) ett liv i obemärkthet, men de väcks till liv av den unge och äventyrslystne D’Artagnan (Logan Lerman) som kommer till Paris för att uppfylla sin stora dröm – att få bli en musketör. Snart kommer musketörerna att få göra sitt mest svåraste uppdrag i deras liv - att rädda fosterlandet Frankrike från ett krig med England. 
Den unge kung Ludvig (Freddie Fox) närmaste rådgivare, Cardinal Richelieu (Christoph Waltz), gör allt för att själv erövra Frankrikes krona. Genom att med hjälp av spionen Lady de Winter (Milla Jovovich) stjäla drottning Annas (Juno Temple) juveler och placera dem i hertigen av Buckinghams (Orlando Bloom) ägo startar han ryktet att drottningen av Frankrike är otrogen. I hopp om att den unge och rasande kungen då ska förklara krig mot England förebådar Richelieu att det franska folket i krigstider behöver en kraftigare och mer erfaren ledare – nämligen Richelieu själv. 
Nu måste de tre musketörerna och deras nye lärling göra det otänkbara, att ta sig in i det ointagliga Tower of London och ta tillbaka juvelerna före den stora balen, då rånet av juvelerna annars kommer att avslöjas.

## Rollista

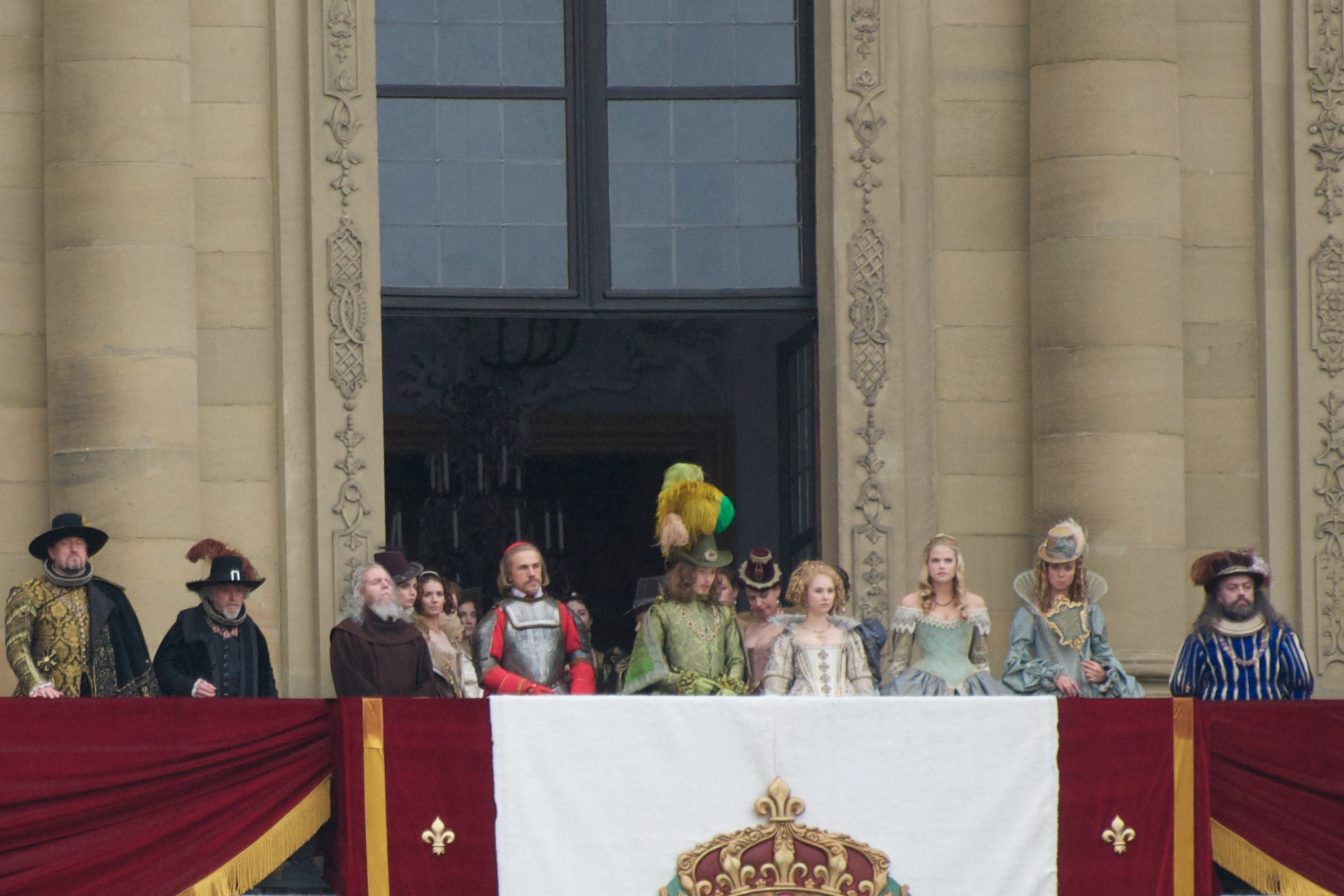
En bild bakom kulisserna, då filmen spelades in på Residenset i Würzburg, Bayern. Från höger till vänster finns bland andra Nina Eichinger, Gabrielle Wilde, Juno Temple, Freddie Fox och Christoph Waltz.

| Logan Lerman      | – D'Artagnan                                |
| Milla Jovovich    | – Lady de Winter                            |
| Matthew Macfadyen | – Athos                                     |
| Ray Stevenson     | – Porthos                                   |
| Luke Evans        | – Aramis                                    |
| Mads Mikkelsen    | – Comte de Rochefort                        |
| Gabriella Wilde   | – Constance Bonacieux                       |
| James Corden      | – Planchet                                  |
| Juno Temple       | – Anna av Österrike                         |
| Freddie Fox       | – Ludvig XIII av Frankrike                  |
| Til Schweiger     | – Cagliostro                                |
| Orlando Bloom     | – George Villiers, 1:e hertig av Buckingham |
| Christoph Waltz   | – Cardinal Richelieu                        |

## Mottagande
Filmen mottogs av mest negativa recensioner från svenska filmkritiker, Aftonbladet gav filmen betyget två av fem, Metro gav filmen två av fem med rubriken "Bleka musketörer" och Sydsvenskan gav två av fem med rubriken "Livlöst musketördrama". På webbplatsen Kritiker.se har filmen ett betygsnitt på 2,5